# جیمز بری
سِر جیمز مَتیو بَری (به انگلیسی: Sir James Matthew Barrie) اولین بارونت (زادهٔ ۹ مه ۱۸۶۰ – درگذشته ۱۹ ژوئن ۱۹۳۷) نویسنده و نمایشنامه‌نویس اسکاتلندی بود که برای ساخت شخصیت پیتر پَن در یادها مانده‌است. او فرزند کوچک یک خانوادهٔ بافنده بود، در اسکاتلند تحصیل کرد و پس از آن به لندن رفت و به صورت حرفه‌ای به رمان و نمایشنامه‌نویسی پرداخت. آنجا بود که با پسرهای لوولِن دِیویس آشنا شد. این آشنایی الهام‌بخش او در نوشتن داستانی دربارهٔ یک پسر کوچک بود که رویدادهایی جادویی در باغ کنزینگتون برایش اتفاق می‌افتد (با داستان پرندهٔ سفید کوچولو) این نوشته‌ها به پیتر پن یا پسری که هرگز بزرگ نمی‌شود و یک نمایش نامهٔ تخیلی دربارهٔ همین پسر که سال‌های عمرش زیاد نمی‌شود به همراه دختری معمولی به نام وندی که ناکجاآباد را تجربه می‌کند، منتهی شد. این نمایش بر دیگر کارهای او سایه افکند و پس از آن نیز او در همین زمینه با موفقیت به نوشتن ادامه داد، این کار بهترین کار او و باعث متداول شدن نام وندی (که پیش از آن خیلی معمول نبود) در میان مردم شد. پس از مرگ پدر و مادر پسرهای دیویس، جیمز بری به‌طور غیررسمی سرپرستی آن‌ها را برعهده گرفت. او پیش از مرگش تمامی حقوق مربوط به پیتر پن را به بیمارستان گریت اورمند استریت بخشید و تا امروز نیز چنین است.

## کودکی و نوجوانی
بری در کریمویر، آنگوس در یک خانوادهٔ معتدل پیرو مکتب کالونیسم به دنیا آمد. پدرش یک بافندهٔ متواضع بود. او نهمین فرزند خانواده از ده تا بود که دو تا از آن‌ها پیش از تولد او مرده بودند. همهٔ بچه‌ها برای اینکه برای کار در محیط بیرون آماده شوند، در مدرسهٔ the three Rs درس خوانده بودند (مدرسه‌ای که تنها حساب، خواندن و نوشتن را آموزش می‌دهد) او بچهٔ کوچک جثه‌ای بود (مطابق گذرنامه اش در سال ۱۹۳۴ او تنها 161 سانتیمتر قد داشت) و با داستان بافی خود را سرگرم می‌کرد.
او ۶ ساله بود که برادر بزرگترش که بسیار مورد علاقهٔ مادرشان بود دو روز قبل از تولد ۱۴ سالگی اش در حادثه‌ای هنگام پاتیناژ جان خود را از دست داد. پس از مرگِ دیوید، مادرش به تمامی ویران شد، بری بسیار تلاش می‌کرد تا جای دیوید را برای مادرش پر کند، مانند او لباس می‌پوشید و مانند روزی که او کشته شد سوت می‌زد. بری در کتاب زندگی‌نامهٔ خود (Margaret Ogilvy) در ارتباط با مادرش نوشته‌است که یک بار هنگامی که وارد اتاق مادرش شده‌است او صدای او را می‌شنود و می‌گوید: «تو هستی؟ گمان کردم سر و صدای پسر مرده‌ام است؛ و من به آهستگی و تنهایی جواب دادم نه او نیست، تنها منم.». مادر بری برای اینکه درد دوری دیوید را فراموش کند و راحت‌تر باشد چنین انگار می‌کرد که گویی پسرش درگذشته اش دیوید برای همیشه یک پسربچه باقی می‌ماند و هرگز بزرگ نمی‌شود و هرگز او را ترک نخواهد کرد.

## کار نویسندگی
بری همواره به دنبال آن بود که کاری مانند نویسندگی داشته باشد اما همواره از سوی خانواده اش با دلسردی روبرو می‌شد و آن‌ها او را از این کار بازمی‌داشتند. خانوادهٔ او همیشه آرزو داشت تا جیمز کاری مانند کارمندی در یک وزارتخانه داشته باشد و همیشه به او می‌گفتند اگر دیوید زنده بود قطعاً این چنین می‌شد.

## خانوادهٔ لوولِن دیویس
خانوادهٔ آرتور لوولن، نقش مهمی در آثار و زندگی شخصی جیمز بَری بازی کردند. خانوادهٔ لوولن عبارت بودند از: پدر، آرتور لوولن (۱۹۰۷–۱۸۶۳) همسر او سیلویا، که دختر جورج دو موریه بود (۱۹۱۰–۱۸۶۶) و پنج پسر خانواده با نام‌های جورج (۱۹۱۵–۱۸۹۳)، جان (جک) (۱۹۵۹–۱۸۹۴)، پیتر (۱۹۶۰–۱۸۹۷)، مایکل (۱۹۲۱–۱۹۰۰) و نیکلاس (نیکو) (۱۹۸۰–۱۹۰۳)
بری برای اولین بار در باغ کنزینگتون لندن در سال ۱۸۹۷ با ملاقات جورج، جک (و پیتر که در آن زمان نوزاد بود) و پرستار بچه‌ها، با این خانواده آشنا شد. او در آن نزدیکی زندگی می‌کرد و معمولاً برای قدم زدن و بازی با سگش، پورتوس به این پارک می‌رفت. او با داستان تعریف کردن و حرکت ابروها و لوله کردن گوش‌هایش بچه را سرگرم می‌کرد. او برای اولین بار سیلویا را در یک مهمانی شام در ماه دسامبر، ملاقات کرد و پیش از آن هرگز او را ندیده بود. سیلویا به بری گفت که نام پیتر از روی نام یکی از شخصیت‌های نمایش‌های پدرش Peter Ibbetson انتخاب شده‌است. جیمز برخلاف آنکه او و سیلویا هر دو ازدواج کرده بودند، مرتب به دیدن آن‌ها در خانه‌شان می‌رفت و با سیلویا و پسرانش بسیار مهربان بود. او در سال ۱۹۰۱ خانوادهٔ دیویس را به کلبه اش در بلک لیک دعوت کرد و در همان‌جا مجموعه‌ای از عکس بچه‌ها در حال بازی در نمایش در نقش دزدان دریایی درست کرد و آن را پسران رانده شدهٔ جزیرهٔ بلک لیک (The Boy Castaways of Black Lake) نامید. او دو نسخه از این مجموعه عکس تهیه کرد که یکی را به آرتور داد و او آن را در یک قطار جا گذاشت و مجموعه از دست رفت؛ و تنها نسخهٔ برجای ماندهٔ آن در بخش نسخه‌های خطی دانشگاه ییل است.
شخصیت پیتر پن ساخته شد تا تنها جورج و جک را سرگرم کند. بری برای آنکه آن‌ها را سرگرم کند به آن‌ها می‌گفت که برادر کوچکترشان پیتر می‌تواند پرواز کند. او ادعا کرد بچه‌ها قبل از به دنیا آمدن پرنده بوده‌اند، پدر و مادرها جلوی پنجرهٔ گلخانه‌ها میله گذاشته‌اند و کوچکترها را پیش خود نگه داشته‌اند. وی بعدها این داستان را در ذهنش پرورش داد و افسانهٔ یک نوزاد پسر که توانست پرواز کند را درست کرد.
آرتور لوولن دیویس در سال ۱۹۰۷ درگذشت و این باعث شد تا عمو جیم خود را بیشتر وقف این خانواده کند و نیازهای مالی آن‌ها را نیز فراهم کند. (درآمد او از فروش داستان پیتر پن و دیگر کارهای او برای هزینهٔ زندگی و تحصیل بچه‌ها کافی بود) پس از مرگ سیلویا در سال ۱۹۱۰، بری ادعا کرد که آن‌ها در روزهای آخر تصمیم به ازدواج گرفته بودند. همچنین سیلویا پیش از مرگش اعلام کرده بود که جیمز متیو بری فرد کاملاً قابل اعتمادی است و او می‌خواهد پس از مرگش سرپرستی بچه‌ها به او، مادرش، برادرش گای و برادر آرتور سپرده شود.
جورج در سال ۱۹۱۵ در جریان جنگ جهانی اول کشته می‌شود؛ او از همه بیشتر به بری نزدیک بود. در سال ۱۹۲۱ مایکل هنگامی که تنها یک ماه مانده بود تا ۲۱ سالگی اش را تمام کند به همراه دوست دخترش در نزدیکی آکسفورد در دریاچه غرق می‌شود.

## مرگ
بری در ۱۹ ژوئن ۱۹۳۷ در اثر ذات الریه درگذشت و در کریمویر در کنار پدر و مادرش دفن شد. او درآمد تمام کارهای خود به جز پیتر پن را به منشی خود سینتیا اسکوئیت بخشید (درآمد حاصل از پیتر پن پیشتر به بیمارستان خیابان گریت اورموند بخشیده شده بود) زادگاه بری هم‌اکنون به یک موزه تبدیل شده‌است.
برای بزرگداشت بری، دو مدرسه به نام او تأسیس شده‌است یکی در وانزوورث در جنوب غرب لندن و دیگری در مریلند است.

## زندگی‌نامه‌ها

### کتاب‌ها
- Hammerton, J A (1929). Barrie: the Story of a Genius. New York: Dodd, Mead & Company.
- Darlington, W A (1938). J. M. Barrie. London and Glasgow: Blackie & Son. ISBN 0-8383-1768-5.
- Mackail, Denis (1941). Barrie, the Story of J. M. B. New York: C. Scribner's Sons. ISBN 0-8369-6734-8.
- Dunbar, Janet (1970). J. M. Barrie: The Man Behind the Image. London: Collins. ISBN 0-00-211384-8.
- Birkin, Andrew (2003). J. M. Barrie and the Lost Boys: The Real Story Behind Peter Pan. Yale University Press. ISBN 978-0-300-09822-8.
- Chaney, Lisa (2006). Hide-and-Seek with Angels: A Life of J. M. Barrie. Arrow. ISBN 978-0-09-945323-9.
- Dudgeon, Piers (2009). Captivated: J.M. Barrie, the du Mauriers & the Dark Side of Neverland. Vintage Books. ISBN 978-0-09-952045-0.

### نشریه‌ها
- Stokes, Sewell. "James M Barrie". New York Theatre Arts.

### فیلم
- پسر گمشده. بی‌بی‌سی (۱۹۷۸). لن هولم (جیمز بری)، اندرو بیرکین (نویسنده).
- در جستجوی ناکجاآباد (۲۰۰۴). جانی دپ (جیمز بری)، کیت وینسلت (سیلویا لوولن دیویس)، مارک فارستر (کارگردان).

## در ایران
کارهای او به خصوص رمان پیتر پن، در ایران جزو پرفروش‌ترین کتاب‌های رمان ویژه نوجوان به‌شمار می‌آیند.

## نوشته‌ها به ترتیب سال
- Auld Licht Idylls (۱۸۸۸)
- Better Dead (۱۸۸۸)
- When a Man's Single (۱۸۸۸)
- A Window in Thrums (۱۸۸۹)
- My Lady Nicotine (1890), republished in 1926 with subtitle A Study in Smoke
- The Little Minister (۱۸۹۱)
- Richard Savage (۱۸۹۱)
- Jane Annie Opera, music by Ernest Ford, libretto by Barrie and آرتور کانن دویل (۱۸۹۳)
- A Powerful Drug and Other Stories (۱۸۹۳)
- A Tillyloss Scandal (۱۸۹۳)
- Two of Them (۱۸۹۳)
- A Lady's Shoe (۱۸۹۴)
- Life in a Country Manse (۱۸۹۴)
- Scotland's Lament: A Poem on the Death of Robert Louis Stevenson (۱۸۹۵)
- Sentimental Tommy, The Story of His Boyhood (۱۸۹۶)
- Margaret Ogilvy (۱۸۹۶)
- Tommy and Grizel (۱۹۰۰)
- The Wedding Guest (۱۹۰۰)
- The Boy Castaways of Black Lake Island (۱۹۰۱)
- Quality Street (۱۹۰۱)
- کرایتون ستودنی (۱۹۰۲)
- The Little White Bird; or, Adventures in Kensington Gardens (۱۹۰۲)
- Little Mary (۱۹۰۳)
- Peter Pan (staged 1904)
- Alice Sit-By-The-Fire (۱۹۰۵)
- Pantaloon (۱۹۰۵)
- Peter Pan in Kensington Gardens (۱۹۰۶)
- آنچه هر زنی می‌داند (۱۹۰۶)
- Walker, London (۱۹۰۷)
- When Wendy Grew Up - An Afterthought (۱۹۰۸)
- Peter and Wendy (novel) (۱۹۱۱)
- A Kiss for Cinderella (۱۹۱۲)
- Half Hours (1914) includes:
  - Pantaloon
  - The Twelve-Pound Look
  - Rosalind
  - The Will
- Der Tag (The Tragic Man) (۱۹۱۴)
- Charles Frohman: A Tribute (۱۹۱۵)
- Shakespeare's Legacy (۱۹۱۶)
- Dear Brutus (۱۹۱۷)
- Echoes of the War (1918) includes:
  - The New Word
  - The Old Lady Shows Her Medals (basis for the movie Seven Days Leave (1930), starring گری کوپر)
  - A Well-Remembered Voice
  - Barbara's Wedding
- Mary Rose (۱۹۲۰)
- The Twelve-Pound Look (۱۹۲۱)
- The Author (۱۹۲۵)
- Cricket (۱۹۲۶)
- Shall We Join the Ladies? (۱۹۲۸) includes:
  - Shall We Join the Ladies?
  - Half an Hour
  - Seven Women
  - Old Friends
- Peter Pan (stageplay published) (۱۹۲۸)
- The Greenwood Hat (۱۹۳۰)
- Farewell Miss Julie Logan (۱۹۳۲)
- The Boy David (۱۹۳۶)
- M'Connachie and J. M. B.  (۱۹۳۸)
- When Wendy Grew Up: An Afterthought (۱۹۵۷)
- Ibsen's Ghost(Toole Up-to-Date) (۱۹۷۵)
- story treatment for film As You Like It (۱۹۳۶)
- Stories by English Authors: London (selected by Scribners, as contributor)
- Stories by English Authors: Scotland (selected by Scribners, as contributor)
- preface to The Young Visiters or, Mr. Salteena's Plan by Daisy Ashford